# Sporopipes
A Sporopipes a madarak osztályának verébalakúak (Passeriformes) rendjébe és a szövőmadárfélék (Ploceidae) családjába tartozó nem.

## Rendszerezésük
A nemet Jean Cabanis német ornitológus írta le 1847-ben, jelenleg az alábbi 2 faj tartozik ide:
- akácia-szövőmadár (Sporopipes frontalis)
- pikkelyes szövőmadár (Sporopipes squamifrons)

## Előfordulásuk
Afrikában, a Szahara alatti területeken honosak. Természetes élőhelyeik szubtrópusi és trópusi száraz szavannák és cserjések. Állandó, nem vonuló fajok.

## Megjelenésük
Testhosszuk 11 centiméter körüli.

## Életmódjuk
Magvakkal táplálkoznak, de fogyasztanak rovarokat is.

## Szaporodásuk
Száraz fűből szőtt, gömb alakú fészket készítenek.